# Johann Franz Brockmann

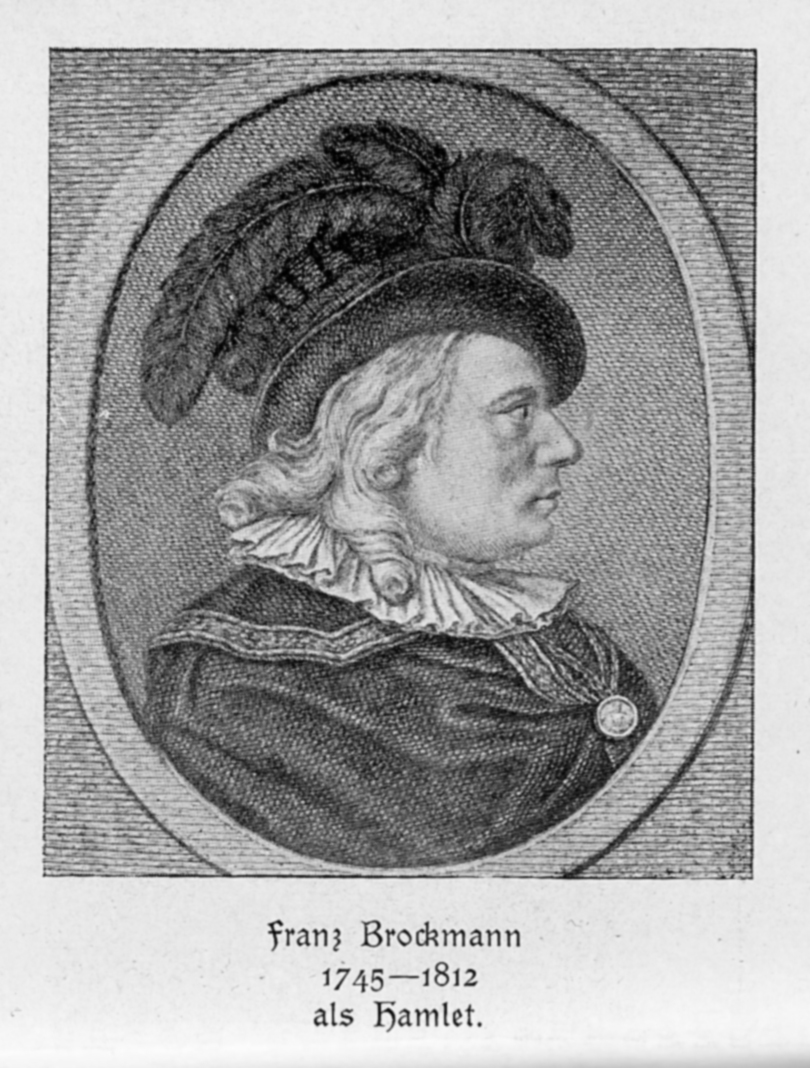
Johann Franz Brockmann.

Johann Franz Hieronymus Brockmann, född 30 september 1745 och död 12 april 1812, var en österrikisk skådespelare och teaterledare. Han var gift med Therese Bodenburg.
Brockmann spelade 1771–1777 under Friedrich Ludwig Schröder i Hamburg, 1777–1778 i Berlin. Från 1778 var han anställd vid Burgteatern i Wien och 1789–1791 var han dess direktör. Brockmann var en av sin tids främsta sceniska begåvningar och väckte bland annat sensation som den förste Hamlet på tyska 1776. Bland Brockmanns övriga roller märks Kung Lear, Othello, von Tellheim i Minna von Barnhelm, Odoardo i Emilia Galotti och Beaumarchais i Clavigo.